# Aegosomatini
Los egosomatinos (Aegosomatini) son una  tribu de coleópteros crisomeloideos de la familia Cerambycidae.

## Géneros
Contiene los siguientes géneros:
- Acideres, Aegolipton, Aegosoma, Aerogrammus, Baralipton, Cyanolipton, Megobaralipton, Megopis, Nepiodes, Palaeomegopis, Rhineimegopis, Toxeutes, Vietetropis, Ziglipton.